# 東京都立狛江高等学校
東京都立狛江高等学校（とうきょうとりつこまえこうとうがっこう、英: Tokyo Metropolitan Komae High School）は、東京都狛江市元和泉に所在する東京都立高等学校。狛高（こまこう）と略される。

## 概要
狛江市内唯一の高等学校。市内南西部多摩川沿いに位置し、自然に恵まれた環境にある。国際理解教育に力を入れ、オーストラリアのキラウィ高等学校や台湾の台北市立大同高級中学との交流や短期交換留学、毎年25名程度の長期留学生の受け入れなどを行っている。また、東京外国語大学の留学生との交流活動を行っているほか、2009年からは国際理解教育の一環として日本国外（韓国もしくは台湾）への修学旅行を実施し、現地の学校との姉妹校交流を深めている。
教育のみではなく、部活動などにも力を入れていて、硬式野球部の2021年に都立高校として唯一の8強入りや、ダンス部の第15回日本高校ダンス部選手権優勝などにその実績が代表される。

## 沿革
1972年設立。それまで狛江市内に都立高校がなかったことから、1960年代より狛江市長や市議会に市内に高校設立の陳情や要望が多く寄せられ、開設の運びとなった。1973年度より授業が開始されたが、校舎の竣工が間に合わず、入学式および1学期の授業は東京都立世田谷工業高等学校で行うこととなった。
なお、以下に示す年表は、特記なき限りこの学校の公式ホームページを出典とする。
- 1972年10月26日 - 東京都条例第114号により東京都立狛江高等学校が東京都狛江市和泉2847番地2号に設置される。
- 1973年
  - 4月8日 - 第一回入学式を都立世田谷工業高校で挙行[7]。
  - 8月28日 - 世田谷工業高校内仮校舎から狛江市新校舎に移転。
  - 8月31日 - 校舎棟、体育館棟、プール棟完成。
- 1974年10月26日 - 開校記念式典を挙行。
- 1990年6月1日 - 東京都教育委員会から「東京都国際理解教育推進校」の委嘱を受ける。
- 1993年4月1日 - 普通課程に国際コース2学級、自然科学コース1学級が設置される。
- 1996年3月31日 - 校舎の大規模修繕工事完了。
- 2005年4月1日 - コース制が廃止され、普通科8学級となる。
- 2008年7月31日 - 旧体育館棟が解体され、新体育館棟が完成する。
- 2009年11月9日 - 新体育館棟の隣にサブアリーナが完成する。
- 2018年4月1日 - 東京都教育委員会より進学指導研究校、国際交流リーディング校に指定される。
- 2020年4月1日 - 東京都教育委員会より進学指導研究校アソシエイト、文化部活動推進校に指定される。

## 教育
「地球的視野を持つ、文武両道の逞しい人材の育成」を目指している。国語・英語・数学の3科目を中心に習熟度別授業を実施し、基礎学力を重視した教育を行っている。また、平日7時間授業を採用する代わりに土曜授業を実施しており、これにより「内容の濃い学習をすることができる」「放課後の時間を有効活用できる」としている。また、進路に関しては4年生大学を希望した生徒のうち8割以上の生徒が現役で進学し、150名以上の生徒がGMARCHに合格したとしている（2024年）。
前述した通り、国際理解教育に力を入れていることから、東京都教育委員会より国際交流リーディング校に指定されている。英語教育に力を入れているほか、希望者は中国語をはじめとする第二外国語を学ぶことができる。留学生を積極的に受け入れているほか、修学旅行の訪問先を例年日本国外に設定している。

## 象徴

### 制服
現行の制服はブレザーで、夏服と冬服が用意されている。女子生徒はスカートとスラックスから選択できる。

### 校章
飯田繁によるデザインで、イチョウ（公孫樹）をモチーフにしたもの。開校前この地は和泉多摩川緑地の一部をなしていて、一帯には池とバラ園があった。本校正門付近のイチョウ並木は、その池の周りに植えられていたものである。なお、狛江市の市の木もイチョウで、各地に植えられている。

### 校歌
1974年5月制定。作詞は国文学者坊城俊民、作曲は英文学者で元武蔵大学教授の田崎篤次郎。この2人による校歌としては他に、「都立九中・二十四中合併記念校歌」（東京都立第九中學校（現：東京都立北園高等学校）第二校歌）、「上板橋第二中学校校歌」などがある。歌詞には、万葉集の中に狛江市のこととして「多摩川に曝す手作さらさらに何そこの児のここだ愛しき」と詠われていることを踏まえ、「高麗人の伝へし技を受け継ぎてあづま乙女は布さらしけり」という反歌が挿まれている。

## 学校行事
修学旅行では前述の通り例年台湾へ旅行する。台北市立大同高級中学校の学生とも交流する。文化祭・体育祭は総称して公孫樹祭と呼ばれているが、別々に開催される。体育祭は毎年6月に、文化祭は毎年9月に行われる。そのほかの学校行事としてはロードレースや合唱祭、球技大会などがある。

## 部活動
運動部18部、文化部13部の合計31部の部活が存在する。

### 運動部
ダンス部は日本高校ダンス部選手権で2024年現在4回の優勝経験があるほか、日本ダンス大会でも第5回大会に優勝した経験がある。硬式野球部は公立学校の野球部ながら2021年選抜高校野球大会21世紀枠の東京都推薦校に選出され、大きな話題を呼んだ。また、男子サッカー部は2018年の関東高校サッカー東京都予選で都ベスト4に進出。
- ダンス部
- 男子硬式テニス部
- 女子硬式テニス部
- ソフトテニス部
- 陸上競技部
- 剣道部
- 硬式野球部
- 男子サッカー部
- 女子サッカー部
- 男子バレーボール部
- 女子バレーボール部
- 男子バスケットボール部
- 女子バスケットボール部
- バドミントン部
- 卓球部
- 水泳部
- ラグビー部

### 文化部
筝曲部は全国大会常連として知られる。
- 美術部
- サイエンス部
- 筝曲部
- 軽音楽部
- 合唱部
- 漫画研究部
- パソコン部
- 英語研究部
- 茶道部
- 華道部
- 弦楽合奏部
- 吹奏楽部
- JRC部

## 著名な関係者

### 出身者
- 石川みゆき - フリーアナウンサー、元ニッポン放送アナウンサー
- 岩田翼 - 俳優、声優
- 大樹りょう - 元宝塚歌劇団・雪組男役
- 笠井信輔 - フリーアナウンサー、元フジテレビアナウンサー
- 門脇麦 - 女優
- 駒沢敏器 - 作家
- 笹川吉晴 - 文芸評論家
- 白川みなみ - 女優
- 土谷正実 - 元オウム真理教幹部
- 綱島郷太郎 - 俳優
- 寺田眞浩 - 化学者、東北大学大学院理学研究科化学専攻教授
- 中垣征一郎 - サンディエゴ・パドレス応用科学トレーナー、プロ野球コーチ
- 端本悟 - 元オウム真理教幹部
- 林田龍生 - ボクシングOPBF東洋太平洋ライトフライ級チャンピオン
- 溝口肇 - チェリスト、作曲家
- 向風見也 - スポーツライター

### 教職員
- 鈴木義里 - 元国語科教諭。大正大学表現学部准教授
- 田口俊樹 - 元英語科教諭。元早稲田大学第一文学部非常勤講師、英米文学翻訳家
- 石坂康倫 - 元数学科教諭。都立日比谷高校校長、東洋大京北中・高校長、東洋大学理事長付参与を経て、昭和学院秀英中・高校長

## 交通
- 小田急小田原線「和泉多摩川駅」徒歩3分。